# Abbot Pond
Ne doit pas être confondu avec Abbots Pond.
Abbot Pond est une localité située dans la province canadienne de Terre-Neuve-et-Labrador.